# The Dixie Cups
The Dixie Cups – amerykański girls band lat 60.
Grupa składała się z dwóch sióstr (Barbary Ann Hawkins, Rosy Lee Hawkins) oraz ich kuzynki Joan Johnson. Trio zasłynęło w 1964 utworem „Chapel of Love”, piosenką napisaną przez Phila Spectora, Jeffa Barry’ego i Ellie Greenwich dla zespołu The Ronettes. Inne przeboje zespołu to: „People Say” (1964), „You Should Have Seen the Way He Looked at Me” (1964), „Iko Iko” (1965) i „Little Bell” (1965). 

## Oryginalny skład grupy
- Barbara Ann Hawkins (ur. 23 października 1943)
- Rosa Lee Hawkins (ur. 24 września 1944, zm. 11 stycznia 2022[1])
- Joan Marie Johnson (ur. 15 stycznia 1944, zm. 2 października 2016)[2]